# Gradski stadion Subotica
Gradski stadion Subotica je višenamjenski stadion u Subotici, autonomna pokrajina Vojvodina, Srbija. 
Trenutno ga se najviše koristi za nogometne susrete. 
Na ovom stadionu susrete kao domaćin igra Spartak iz Subotice. 
Kapaciteta je 13.000 gledatelja.
Na stadionu se nalaze nogometno igralište i stazu za atletska natjecanja. Uz glavno, postoje i dva pomoćna nogometna igrališta.

## Vanjske poveznice
- Subotica[neaktivna poveznica] Otvoreni sportski objekti